# Michal Bukovič
Michal Bukovič (17. září 1943 Praha – 31. ledna 2008 Praha) byl český textař, jehož písně zpíval především Karel Zich, ale také Karel Gott, Michal Tučný nebo Rangers – Plavci. Do češtiny přetextoval přes 130 anglických písní. Věnoval se také překladům písňových textů z češtiny do angličtiny. Mezi jeho nejznámější počiny patří píseň „Řidič má tvrdý chléb“ pro Ladislava Vodičku (1973; v originále Dave Dudley – „There Ain't No Easy Run“), nebo o poznání bizarnější „Žena točí globusem“ pro skupinu Bezinky (1979; originál Boney M. – „Rasputin“), či píseň „Prodavač“ pro Michala Tučného (1974; originál Leroy Van Dyke – „The Auctioneer“).